# Massa crítica (sociologia)
Massa crítica é um número suficiente de adeptos de uma nova ideia, tecnologia ou inovação num sistema social, de modo a que a taxa de adoção se torne auto-sustentável e gere um maior crescimento. Em linhas gerais, massa crítica é a mentalidade de um grupo em relação a um determinado assunto necessária e suficiente para, em quantidade e qualidade, estabelecer e sustentar determinada ação, relação ou comportamento. O ponto em que a massa crítica é atingida é por vezes referido como um limiar no modelo de limiar da modelação estatística. No campo das Ciências Sociais o conceito pode também ser explorado em estudos sobre a perspectiva sociodinâmica.
O termo massa crítica é emprestado da física nuclear, onde se refere à quantidade de uma substância necessária para sustentar uma reação em cadeia. No âmbito das ciências sociais, a massa crítica tem as suas raízes na sociologia e é frequentemente utilizada para explicar as condições em que se inicia um comportamento recíproco no seio de grupos colectivos e como esse comportamento se torna auto-sustentável. A investigação tecnológica recente em ecossistemas de plataformas mostra que, para além da noção quantitativa de um "número suficiente", a massa crítica é também influenciada por propriedades qualitativas como a reputação, os interesses, os compromissos, as capacidades, os objectivos, os consensos e as decisões, que são cruciais para determinar se o comportamento recíproco pode ser iniciado para alcançar a sustentabilidade de um compromisso como uma ideia, uma nova tecnologia ou uma inovação.
Outros factores sociais importantes incluem a dimensão, as interdependências e o nível de comunicação numa sociedade ou numa das suas subculturas. Outro é o estigma social, ou a possibilidade de defesa pública devido a esse fator. A massa crítica é um conceito utilizado numa variedade de contextos, incluindo a física, a dinâmica de grupo, a sociodinâmica a política, a opinião pública e a tecnologia

## History
O conceito de massa crítica foi originalmente criado pelo teórico dos jogos Thomas Schelling e pelo sociólogo Mark Granovetter para explicar as acções e os comportamentos de um vasto leque de pessoas e fenómenos. O conceito foi estabelecido pela primeira vez (embora não explicitamente designado) no ensaio de Schelling sobre segregação racial nos bairros, "Dynamic models of segregation", publicado em 1971 no Journal of Mathematical Sociology, e mais tarde aperfeiçoado no seu livro "Micromotives and Macrobehavior", publicado em 1978. Schelling utilizou efetivamente o termo "densidade crítica" relativamente à poluição no seu "On the Ecology of Micromotives". Granovetter, no seu ensaio "Threshold models of collective behavior", publicado no American Journal of Sociology em 1978, trabalhou para solidificar a teoria. Everett Rogers cita-os mais tarde na sua obra "Diffusion of Innovations", na qual a massa crítica desempenha um papel importante.

### Predecessores
O conceito de massa crítica já existia antes de entrar no contexto da sociologia. Era um conceito estabelecido na medicina, especificamente na epidemiologia, desde a década de 1920, pois ajudava a explicar a propagação de doenças.
Também tinha sido uma ideia presente, se não solidificada, no estudo dos hábitos de consumo e na economia, especialmente na Teoria do Equilíbrio Geral. Nos seus artigos, Schelling cita o conhecido "The Market for Lemons: Quality Uncertainty and the Market Mechanism", escrito em 1970 por George Akerlof. Da mesma forma, Granovetter citou o jogo do Equilíbrio de Nash nos seus artigos.

Por último, o ensaio de Herbert A. Simon, "Bandwagon and underdog effects and the possibility of election predictions", publicado em 1954 na Public Opinion Quarterly, foi citado como um antecessor do conceito que hoje conhecemos como massa crítica.

## Referência Externas
Massa Crítica no Brasil e no mundo[ligação inativa]